# Anthurium hutchisonii
Anthurium hutchisonii är en kallaväxtart som beskrevs av Thomas Bernard Croat. Anthurium hutchisonii ingår i släktet Anthurium och familjen kallaväxter. Inga underarter finns listade.